# Nelson (Wisconsin)
Pour les articles homonymes, voir Nelson.
Nelson est un village du comté de Buffalo, dans l'État du Wisconsin, aux États-Unis. En 2020, il comptait une population de 574 habitants.